# Phytocoris baboquivari
Phytocoris baboquivari är en insektsart som beskrevs av Stonedahl 1988. Phytocoris baboquivari ingår i släktet Phytocoris och familjen ängsskinnbaggar. Inga underarter finns listade i Catalogue of Life.